# 佐々木周平
佐々木 周平（ささき しゅうへい、1994年5月4日 - ）は、元ラグビーユニオン選手。

## 略歴
2013年、常翔学園高校卒業後、関西学院大学に入る。
2017年、関西学院大学卒業後、清水建設ブルーシャークス(現・清水建設江東ブルーシャークス)に加入。2018年に行われたトップイーストリーグDiv.1第5節のセコムラガッツ戦に後半68分から出場で公式戦初出場を果たす。
2024-25シーズンをもって、現役引退。